# Melrakkaslétta
Melrakkaslétta (ook wel Slétta genoemd, wat vlakte of prairie betekent) is een schiereiland in het noordoosten van IJsland. Het schiereiland ligt tussen de fjorden Öxarfjörður en Þistilfjörður in. Zoals de naam aangeeft is het een vlak en zeer spaarzaam begroeid landschap, dat met stenen en keien bezaaid is. Voornamelijk in het noordoosten liggen vele kleine meertjes, plassen en poelen. De grillige kust wordt gekenmerkt door zeer vele inhammen, landengten en -tongen, baaitjes en kleine lagunen en ligt bezaaid met aangespoeld drijfhout. De zuidelijke grens van Melrakkaslétta wordt bepaald door de vlakte Öxarfjarðarheiði met een aantal heuvels. In het zuidoosten ligt een gebergte genaamd Leirhafnarfjöll. Op het schiereiland liggen twee plaatsjes, namelijk Kópasker en Raufarhöfn. Voor de rest is Melrakkaslétta nagenoeg onbebouwd, en zijn vele boerderijen verlaten.
Het IJslandse woord melrakki betekent vos; op het schiereiland komen inderdaad veel poolvossen voor. Zij voeden zich voornamelijk met eieren en vogels zoals de eidereend, maar ook jonge zeehonden zijn een smakelijk hapje.
Bij Hraunhafnartangi staat de noordelijkst gelegen vuurtoren van IJsland, en een paar kilometer ten westen daarvan ligt de landpunt Rifstangi. Dit punt is het noordelijkste stuk vasteland van IJsland, en tipt net niet aan de poolcirkel die op een steenworp afstand in de Noordelijke IJszee ligt. Het allernoordelijkste grondgebied van IJsland is het eilandje Kolbeinsey.